# Young Dolph
Адольф Роберт Торнтон-младший (англ. Adolph Robert Thornton Jr.; 27 июля 1985, Чикаго, Иллинойс, США — 17 ноября 2021, Мемфис, Теннесси, США), более известный под псевдонимом Young Dolph (рус. Янг Долф) — американский рэпер. В 2016 году он выпустил свой дебютный студийный альбом King of Memphis, который занял 49-е место в чарте Billboard 200. Адольф участвовал на сингле O.T. Genasis «Cut It», который занял 35-е место в Billboard Hot 100. Седьмой студийный альбом Rich Slave, был выпущен в 2020 году и стал его самым популярным, дебютировав на четвертом месте в Billboard 200. 17 ноября 2021 года он был застрелен в Мемфисе, штат Теннесси.

## Биография
Адольф Роберт Торнтон-младший родился 27 июля 1985 года в Чикаго. Его семья переехала в Мемфис, штат Теннесси, когда ему было 2 года. У него было две сестры и два брата. Родители Адольфа, которых воспитывала в основном его бабушка, испытывали пристрастие к наркотикам, и в детстве он видел их только раз в несколько недель. Рэпер сказал, что в общине, из которой он был в Южном Мемфисе, многие из его сверстников были воспитаны бабушками из-за проблем, связанных с родителями. Его бабушка часто не позволяла Young Dolph приглашать друзей в свой дом, но иногда позволяла бездомным приятелям оставаться с семьей. Подростком Адольф учился в Средней школе Гамильтона.

## Личная жизнь
Young Dolph являлся отцом двух детей. Американские рэперы Key Glock и Juice WRLD приходятся Адольфу кузеном и троюродным братом.
В Торнтона стреляли возле розничного магазина в Голливуде, Лос-Анджелес, 26 сентября 2017 года. Он находился в больнице в критическом состоянии, но через несколько часов врачи сообщили, что рэпер, как ожидается, выживет. Адольф провёл две недели в больнице, у него было три огнестрельных ранения. Американский рэпер Yo Gotti первоначально был назван человеком, представляющим интерес в убийстве Young Dolph, однако позже он был оправдан. Тем временем друг Yo Gotti, Кори МакКлендон, был арестован за попытку убийства, но на следующий день освобождён без предъявления обвинений.
Во время пандемии COVID-19 в 2020 году Торнтон стал чаще оставаться со своей семьей в Мемфисе. Он пожертвовал 25 тысяч долларов своей альма-матер, средней школы Гамильтона, и выступил с мотивационными речами для студентов. Торнтон раздал двести индеек людям в Западном онкологическом центре за несколько дней до своей смерти и должен был раздать дополнительные обеды через несколько дней.

## Убийство
Адольф был смертельно ранен в Мемфисе, когда покупал печенье для своей матери в домашней пекарне «Butter Cookies», которую он часто посещал. Двое неизвестных вооруженных лиц вышли из белого двухдверного Mercedes-Benz и застрелили его. Рэпер был записан всего за несколько минут до этого своим фанатом на заправке Marathon, расположенной всего в нескольких милях от того места, где его застрелили. Толпы людей пришли на место гибели Young Dolph. Полиции приходилось препятствовать проникновению фанатов на территорию во время расследования. Представитель Дома Теннесси Лондон Ламар и член городского совета Мемфиса Джей Би Смайли отреагировали на данное происшествие, потребовав ввести в Мемфисе комендантский час, чтобы предотвратить гражданские беспорядки.

## Дискография
Студийные альбомы
- King of Memphis (2016)
- Bulletproof (2017)
- Thinking Out Loud (2017)
- Role Model (2018)
- Dum and Dummer (совместно с Key Glock) (2019)
- Rich Slave (2020)
- Dum and Dummer 2 (совместно с Key Glock) (2021)
- Paper Route Frank (2022)

Сборники
- Paper Route Illuminati (совместно с Paper Route Empire) (2021)

Микстейпы
- Paper Route Campaign (2008)
- Welcome 2 Dolph World (2010)
- High Class Street Music (2011)
- High Class Street Music 2: Hustler's Paradise (2011)
- A Time 2 Kill (2012)
- Blue Magic (2012)
- East Atlanta Memphis (совместно с Gucci Mane) (2013)
- High Class Street Music 3: Trappin' Out a Mansion (2013)
- South Memphis Kingpin (2013)
- Cross Country Trappin (2014)
- High Class Street Music 4: American Gangster (2014)
- High Class Street Music 5: The Plug Best Friend (2015)
- Felix Brothers (совместно с Gucci Mane и Peewee Longway) (2015)
- BagMen (совместно с Peewee Longway) (2015)
- 16 Zips (2015)
- Shittin' On The Industry (2015)
- Bosses & Shooters (совместно с Jay Fizzle и Bino Brown) (2016)
- Rich Crack Baby (2016)
- Gelato (2017)

Мини-альбомы
- Tracking Numbers (совместно с Berner) (2017)
- Niggas Get Shot Everyday (2018)